# Zlatice převislá
Zlatice převislá (Forsythia suspensa) je opadavý keř z čeledi olivovníkovitých. Má jednoduché nebo trojčetné vstřícné listy a žluté čtyřčetné květy, které rozkvétají na jaře před olistěním. Zlatice převislá pochází z Číny a v České republice je pěstována v různých kultivarech jako okrasná rostlina. Rostlina je již po tisíce let využívána tradiční čínské medicíně a preparát z plodů je účinný i proti viru SARS-CoV-2.[zdroj?]

## Popis
Zlatice převislá je opadavý keř s převislými nebo vzpřímenými větvemi, dorůstající výšky okolo 2 až 4 metrů. Větévky jsou žlutohnědé až šedohnědé, duté, pouze v uzlinách s plnou dření. Listy jsou převážně jednoduché, na bujných výhonech však vyrůstají i listy trojklané až trojčetné. Listy jsou 5 až 10 cm dlouhé, na okraji hrubě pilovité, poněkud tužší. Čepel listů je vejčitá, široce vejčitá až elipticky vejčitá, na bázi klínovitá až zaokrouhlená, na vrcholu špičatá. Listy jsou lysé nebo chlupaté, zejména podél žilek. Řapík je lysý nebo někdy chlupatý, 0,8 až 1,5 cm dlouhý. Květy jsou zlatožluté, 2,5 až 3 cm široké. Vyrůstají po 1 až 3 nebo až po 6 v úžlabí listů. Kalich je 6 až 7 mm dlouhý, s podlouhlými laloky. Korunní cípy jsou 1,2 až 2 cm dlouhé a asi tak dlouhé jako korunní trubka. Rostlina má 2 typy květů. Čnělka v krátkočnělečných květech měří asi 3 mm a tyčinky 6 až 7 mm, zatímco v dlouhočnělečných květech je čnělka delší (5 až 7 mm) než tyčinky (3 až 5 mm). Tobolka je vejcovitá až dlouze eliptická, 1,2 až 2,5 cm dlouhá a 0,6 až 1,2 cm široká.

## Rozšíření
Zlatice převislá pochází z Číny. Roste na rozsáhlém území ve střední a východní Číně v nadmořských výškách 300 až 2200 metrů, zejména v křovinách a na travnatých pláních na svazích, v údolích a roklinách.

## Ekologické interakce
Květy zlatice převislé jsou opylovány hmyzem a nejsou samosprašné. Křídlatá semena jsou šířena vzduchem.

## Význam

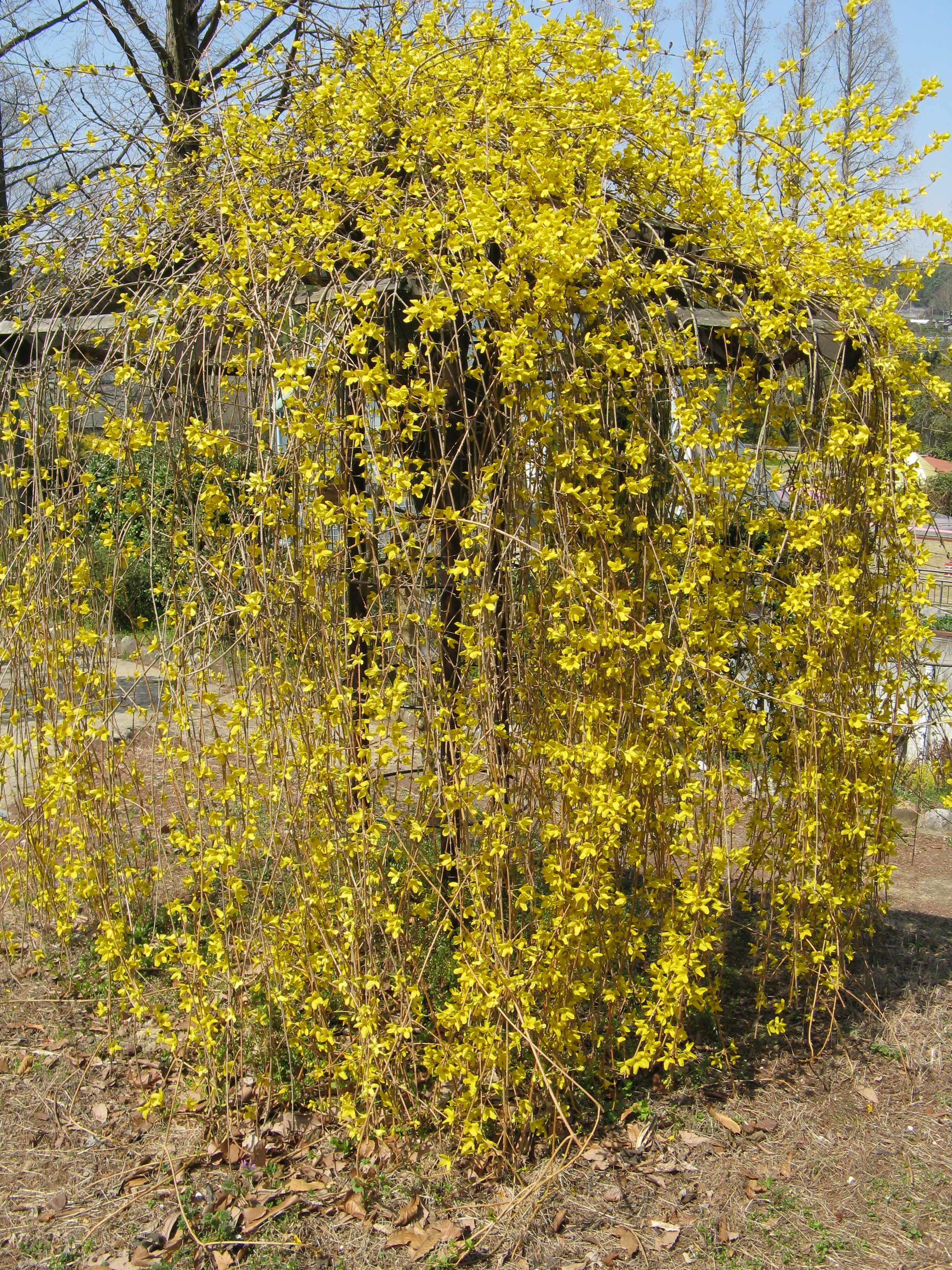
Zlatice v květu

Zlatice převislá byla v Evropě poprvé vysazena v roce 1833 v Holandsku. Od té doby je pěstována jako okrasný keř, ceněný podobně jako jiné zlatice zejména pro jarní kvetení. Byla vyšlechtěna řada kultivarů.

### Zahradní kultivary
Většina zahradních kultivarů zlatice převislé jsou velké, rozložité keře s obloukovitě, až k zemi převisajícími větvemi. Barva květů je světle žlutá nebo u některých kultivarů tmavěji žlutá. Kvetou v dubnu a poněkud méně bohatě než jiné zlatice. Nejpůsobivější jsou při výsadbě na svazích a terasách při pohledu z boku nebo zespodu. Velmi světle žlutými květy se vyznačuje kultivar 'Pallida', tmavé větévky mají kultivary 'Atrocarpa' a 'Atrocaulis', žluté listy má kultivar 'Aurea', žlutopestré 'Variegata'. Kultivar 'Nymans' již v mládí dobře kvete a vyznačuje se velkými květy.
Křížením zlatice převislé se zlaticí zelenou (Forsythia viridissima) byl získán kříženec zlatice prostřední (F. intermedia), který je nejčastěji vysazovaným druhem zlatice a je považován za nejhezčí. Zpětným křížením s rodičovskými druhy bylo vypěstováno množství různých kultivarů tohoto křížence.

### Přehled kultivarů
- Forsythia suspensa 'Atrocarpa'
- Forsythia suspensa 'Atrocaulis'
- Forsythia suspensa 'Aurea'
- Forsythia suspensa 'Decipiens'
- Forsythia suspensa var. fortunei
- Forsythia suspensa 'Hewit's Gold'
- Forsythia suspensa 'Nymans'
- Forsythia suspensa 'Pallida'
- Forsythia suspensa var. sieboldii
- Forsythia suspensa 'Variegata'

### Lékařství
Zlatice převislá je v Číně využívána jako léčivo již více než 4000 let. 
Plody, známé pod čínským názvem Lian Qiaoy, patří k padesáti základním bylinám používaným v tradiční čínské medicíně. Sbírají se na podzim za plné zralosti a pak se suší. Léčivo se čínsky nazývá Lianhua-Qingwen. Hořce chutnající odvar z plodů má antiseptický účinek a je využíván zejména k ošetřování vředů, karbunkulů, příušnic a infikovaných krčních žláz. Má svíravý účinek a stimuluje činnost srdce, nervového systému a žlučníku. Používá se vnitřně při léčení akutních infekčních onemocnění, jako je angína, příušnice nebo infekce močových cest. Má široké antivirotické účinky a používá se v terapii chřipkových onemocnění. Přípravek Lianhua-Qingwen sehrál v letech 2002-2003 v Číně významnou roli při léčení těžkého akutního respiračního syndromu (SARS). V roce 2020 bylo zjištěno, že je účinný také proti viru SARS-CoV-2. Pro zvýšení účinku se často kombinuje se zimolezem japonským (Lonicera japonica). Květy rostliny mají antibakteriální účinky vůči širokému spektru různých patogenních bakterií. V čínské medicíně se využívají i listy, větévky a kořeny.

## Pěstování a množení
Zlatice převislá a její kultivary milují podobně jako jiné zlatice výslunnou polohu. Na zastíněném stanovišti málo kvetou. Na jakost půdy nejsou nijak náročné a snášejí i půdy silně vápenaté. Půda by neměla být příliš suchá ani přemokřená či podmáčená.
Množí se zejména vrcholkovými zelenými řízky, které se sbírají od druhé půlky května do začátku července a bez prodlení píchají na množárnu pod fólii nebo pod mlhovky. V příštím roce mohou rostliny dorůst výšky až 80 cm. Množení dřevitými řízky se u tohoto druhu nedoporučuje, snadno se však rozmnožuje hřížením.